# The Screen Behind the Mirror
A The Screen Behind the Mirror az Enigma negyedik stúdióalbuma. 2000-ben jelent meg. A pozitív kritikák Michael Cretu legérettebb albumaként tartják számon, mások kritizálták Carl Orff Carmina Buranájának túlzott felhasználása miatt (az album tizenegy dalából négyben szerepel).
A nyitódal, a The Gate elején az úgynevezett Enigma-kürt hallatszik, és Elisabeth Houghton csillagászati tényeket közöl a Marsról, hasonlóan Vangelis Albedo 0.39 albumának utolsó számához. Ezután hirtelen megszólal a Carmina Buranából az „O Fortuna, velut Luna, statu variabilis”, majd ugyanilyen váratlanul véget is ér, és Houghton tovább beszél, egészen a következő dalba, a Push the Limitsbe nyúlóan. Ez gyors dobritmussal kezdődik, majd összetett, többrétegű zene bontakozik ki. Elisabeth Houghton suttogja a szöveget. A következő dal, a Gravity of Love ismét az „O Fortuna, velut Luna” kántálásával kezdődik, magát a dalt Ruth-Ann Boyle énekli, az „O Fortuna” sorokkal felváltva. A következő dalban, a Smell of Desire-ban újra hallható a sakuhacsi fuvola, ami már a MCMXC a.D. albumon is megszólalt. Jens Gad gitározik a dalban. A dal végén fordítva lejátszott gregorián kántálás hallható a Sadeness (Reprise)-ből és ének a Mea Culpából, majd Sandra Cretu suttogása hallható. A következő dal, a Modern Crusaders gyors tempójú, rockos dal, melyben Andru Donalds énekel, sokszor hallható benne az „O Fortuna” a közepén, és Jens Gad gitározik. A dal végén orgonán Johann Sebastian Bach D-moll toccata és fúga művéből hallható részlet.
A Traces (Light and Weight) dalban gyufa meggyújtása és vízcseppek hangja hallható, ami a tűz és víz elemet jelképezi, időnként templomi harangok hallhatóak. A The Screen Behind the Mirrorban ismét hallható a Sadeness (Part I)-ben hallható ritmus, Andru Donalds és Ruth-Ann Boyle pedig a Gravity of Love szövegének részletét éneklik. A dal egy korábbi változata, a The Experience csak az albu ausztrál promóváltozatán hallható. Ezután az Endless Questben ismét sakuhacsi fuvola hallható, a ritmus a végén felgyorsul és rendszertelenné válik, majd hangos légzéssel vált át a következő dalba, a Camera Obscurába, amelynek elején megfordítva hallható Andru Donalds éneke a Modern Crusadersből, illetve az „O Fortuna”. A Between Mind & Heart dalban Michael Cretu énekel és Sandra suttog. Az utolsó dalban, a Silence Must Be Heardben Ruth-Ann Boyle énekel, az album az Enigma-kürt hangjával végződik.

## Számlista
| #   | Cím                          | Szerzők                | Hossz |
| --- | ---------------------------- | ---------------------- | ----- |
| 1.  | The Gate                     | Michael Cretu          | 2:04  |
| 2.  | Push the Limits              | Cretu, Jens Gad        | 6:26  |
| 3.  | Gravity of Love              | Cretu                  | 3:58  |
| 4.  | Smell of Desire              | Cretu, David Fairstein | 4:57  |
| 5.  | Modern Crusaders             | Cretu                  | 3:50  |
| 6.  | Traces (Light and Weight)    | Cretu, Gad             | 4:11  |
| 7.  | The Screen Behind the Mirror | Cretu                  | 3:58  |
| 8.  | Endless Quest                | Cretu                  | 3:06  |
| 9.  | Camera Obscura               | Cretu                  | 1:27  |
| 10. | Between Mind & Heart         | Cretu                  | 4:09  |
| 11. | Silence Must Be Heard        | Cretu, Gad             | 5:'9  |

## Kislemezek
- Gravity of Love (1999)
- Push the Limits (2000)

## Közreműködők
- Michael Cretu – producer, ének
- Ruth-Ann Boyle – ének
- Andru Donalds – ének
- Sandra Cretu – hangok
- Jens Gad – gitár
- Elisabeth Houghton – hangok

## Helyezések
| Slágerlista                 | Legmagasabb helyezés |
| --------------------------- | -------------------- |
| Ausztrál albumslágerlista   | 44                   |
| Belga albumslágerlista      | 19                   |
| Brit albumslágerlista       | 7                    |
| Cseh albumslágerlista       | 7                    |
| Dán albumslágerlista        | 2                    |
| Európai albumslágerlista    | 2                    |
| Finn albumslágerlista       | 5                    |
| Francia albumslágerlista    | 16                   |
| Görög albumslágerlista      | 1                    |
| Holland albumslágerlista    | 4                    |
| Izraeli albumslágerlista    | 5                    |
| Ír albumslágerlista         | 41                   |
| Japán albumslágerlista      | 5                    |
| Kanadai albumslágerlista    | 12                   |
| Lengyel albumslágerlista    | 12                   |
| Magyar albumslágerlista     | 12                   |
| Német albumslágerlista      | 2                    |
| Norvégia albumslágerlista   | 2                    |
| Olasz albumslágerlista      | 13                   |
| Osztrák albumslágerlista    | 6                    |
| Portugál albumslágerlista   | 19                   |
| Spanyol albumslágerlista    | 15                   |
| Svájci albumslágerlista     | 4                    |
| Svéd albumslágerlista       | 7                    |
| Szingapúri albumslágerlista | 8                    |
| Thai albumslágerlista       | 10                   |
| USA Billboard Top 200       | 33                   |
| USA Top Internet Albums     | 2                    |
| Új-zélandi albumslágerlista | 8                    |